# 萊巴嫩 (堪薩斯州)
萊巴嫩（英語：Lebanon）是一個位於美國堪薩斯州史密斯縣的城市。

## 地方資料
根據2020年美國人口普查的數據，萊巴嫩的面積為0.84平方千米，當中陸地面積為0.84平方千米，而水域面積為0.00平方千米。當地共有人口178人，而人口密度為每平方千米211.9人。